# Tradycja grobów szybowych zachodniego Meksyku
Tradycja grobów szybowych zachodniego Meksyku nawiązuje do powiązanych ze sobą cech kulturowych odnalezionych w zachodnich stanach meksykańskich Jalisco, Nayarit oraz Colima. Tradycja datowana jest na okres ok. 300 p.n.e. – 400 n.e., przy czym na temat jej końca jest nadal wiele nieścisłości. Większość artefaktów związanych z tradycją grobów szybowych została odkryta i zrabowana, co utrudnia datowanie.
Trudno ocenić dokładne pochodzenie tradycji grobów szybowych, jednak najprawdopodobniej wywodzi się ona z kultury El Opeño. To właśnie na stanowisku w El Opeño odnaleziono najstarsze groby szybowe z terenów Mezoameryki, datowane na około 1500 p.n.e.

## Architektura grobów szybowych
Najbardziej charakterystycznym elementem grobów szybowych był długi, pionowy szyb mierzący od 3 do nawet 20 metrów. Groby umieszczane były zazwyczaj na kopcach lub niewielkich wzgórzach, a doły wykopywano w ziemi lub wykuwane były w skałach.
Na dnie, po bokach szybu znajdowało się dwie lub więcej komory grobowych liczące nawet kilka metrów średnicy. Jednak wysokość i szerokość komór mogła znacząco się od siebie różnić. W 1932 r. Hans-Dietrich Disselhoff, niemiecki etnolog, wytypował cztery rodzaje grobowców, które występowały w stanie Colima.
- Typ „kwadratowy dół”. Jama grobowa na dnie szybu nie posiadała żadnych komór.
- Typ „dzwon”. Grób kształtem przypominał dzwon, w tym przypadku na dnie szybu również nie znajdowały się żadne komory.
- Typ „jednokomorowy”. Jama grobowa na dnie szybu posiadała wyłącznie jedną komorę grobową.
- Typ „dwukomorowy”. Grób ten na końcu szybu posiadał dwie komory grobowe[4].

Groby szybowe posiadały kilka poziomo ułożonych komór, w których chowano członków tej samej rodziny. Każdy grób był wykorzystywany wielokrotnie. Rozmiar jam grobowych oraz wyposażenia zależny był od pozycji społecznej danej rodziny.

## Wyposażenie grobowe

### Figurki ceramiczne
Naczynia wraz z figurkami stanowiły ważny element wyposażenia grobów szybowych w zachodnim meksyku. Najczęściej spotykanymi formami figurek były te o kształtach zoomorficznych i antropomorficznych, np. przedstawienia kobiet o podłużnych oczach w kształcie ziaren kawy. Dodatkowo częstym motywem były również modele domów czy boisk do piłki.

#### Figurki antropomorficzne
Figurki zazwyczaj były przedstawiane w parach i miały na celu odtworzenie jakiejś sceny. Powszechnie spotykane w grobowcach były dla przykładu przestawienia małżonków lub przodków znajdujących się w grobie. Każda z płci posiadała inne charakterystyczne cechy. Kobiety posiadały elementy związane z macierzyństwem, czy też szeroko rozumianymi czynnościami utożsamianymi z płcią żeńską. Ubrania figurek kobiecych owijane były wokół talii i przypominały spódnice. Mężczyźni natomiast byli przedstawiani z atrybutami charakterystycznymi dla wojowników lub piłkarzy. Ubrani byli w krótkie spodnie zapinane za pomocą paska. Wszystkie figurki oprócz ubrań posiadały także tatuaże oraz ślady skaryfikacji.

#### Figurki zoomorficzne
Ceramiczne tłuste psy o lśniącej pomarańczowej lub czerwonej barwie są często spotykane w grobach meksykańskiego stanu Colima. Zwierzęta te łączono z podróżą zmarłych do zaświatów – miały pomagać w drodze do krainy umarłych.

#### Modele architektoniczne
Modele architektoniczne przedstawiały boiska do gry w piłkę, centra ceremonialne oraz domy dwukondygnacyjne. Domy dwukondygnacyjne natomiast według naukowców posiadały ukryte znaczenie mające na celu przedstawienie dwóch światów, tego na ziemi oraz tego, na który zmarli udawali się po śmierci. Częstym motywem było również przedstawianie sytuacji z życia codziennego, takich jak różne ceremonie czy mecze piłki.

### Naczynia ceramiczne
Najczęstszymi rodzajami naczyń spotykanych w grobach szybowych były misy na stopkach, dzbany, naczynia ze strzemieniowym wylewem, będące charakterystyczne dla kultury Capacha, obecnej w stanie Colima. Wszystkie naczynia były zdobione wielobarwnymi geometryczni dekoracjami, z dominującymi barwami czerni i czerwieni.

### Inne
W grobach odnaleziono również obsydianowe narzędzia takie jak noże i szpile. Dodatkowo często spotykane są też lustra oraz biżuteria w postaci długich naszyjników, koralików lub zausznic. Obecne były także groty oszczepów atl-atl oraz pierścienie wykonane z jadeitu. Kolejnym interesującym rodzajem zabytku były przedmioty mające znaczenie wyłącznie rytualne takie jak muszle i tkaniny układane wokół szkieletu.

## Kontekst grobów szybowych
Groby szybowe są licznie spotykane na północnym zachodzie Ameryki Południowej, na terenie takich krajów jak Panama, Wenezuela, Kolumbia, Ekwador i Peru. Najstarszy grób szybowy tego kontynentu, jak i całego Nowego Świata zlokalizowany jest w Kolumbii, w San Augustin i uważa się, że pochodzi z około 545 r. p.n.e.
Artefakty znajdowane w grobowcach szybowych Ameryki Południowej posiadają liczne cechy wspólne z inwentarzami grobów szybowych z zachodniego Meksyku, np. zbliżone techniki metalurgiczne. Może świadczyć to o kontaktach pomiędzy dwoma obszarami Ameryk jeszcze na długi czas przed konkwistą. Według Michaela E. Smitha to właśnie z terenów Ameryki Południowej, przez wymianę handlową w której uczestniczyli szamani znający się na obrzędach i rytuałach pogrzebowych przybyła tradycja budowania grobów szybowych. Uważa się, że nastąpiło to w latach 150 p.n.e. – 400 n.e.

## Historia badań
Pierwsze informacje na temat tradycji grobów szybowych pojawiły się już w 1902 r. Dokonał tego Carl Sofus Lumholtz, który na podstawie kilku ilustracji przedmiotów znalezionych w grobowcach opisał splądrowany grobowiec szybowy, który odwiedził kilka lat wcześniej.
Pod koniec lat 30 XX w. swoje badania nad kultura grobów szybowych zachodniego Meksyku rozpoczęła znana archeolożka Isabelle Truesdell Kelly. Od 1944 roku, aż do swojej śmierci opublikowała kilkanaście artykułów naukowych na temat swojej pracy w tym regionie. To ona jako pierwsza w 1948 opisała zjawisko „Łuku Grobów Szybowych”, czyli rozmieszczenia grobów szybowych na terenie zachodniego Meksyku.
W 1974 została opublikowana klasyfikacja zabytków należących do inwentarza grobowego, tradycji grobów szybowych zachodniego Meksyku. Klasyfikacja ta jest używana do dzisiaj.
W 1993 roku odkryty został pierwszy nieograbiony grób szybowy. Jest to bardzo istotne i przełomowe odkrycie, gdyż dostarczyło ono naukowcom licznych i szczegółowych informacji związanych z tradycją grobów szybowych.
W 2011 roku na stanowisku Tingambato, w zachodnim Meksyku, odkryto nieograbiony pochówek kobiecy z licznymi darami, datowany na okres klasyczny.